# دوباره تنها (طبیعتا)
«دوباره تنها (طبیعتاً)» (به انگلیسی: Alone Again (Naturally)) ترانه‌ای از گیلبرت اوسالیوان خواننده/ترانه‌سرای اهل ایرلند است. این قطعه که اولین‌بار در سال ۱۹۷۲ منتشر شد، آهنگ امضای سالیوان به‌شمار می‌آید.
«دوباره تنها» که در زمان انتشارش در ایالات متحده برای ۶ هفتهٔ متوالی شمارهٔ ۱ بیلبورد هات ۱۰۰ بود، یکی از ۲۰ ترانهٔ پرفروش دههٔ ۷۰ میلادی آمریکاست.
این قطعه در پانزدهمین مراسم جایزه گرمی (۱۹۷۳) نامزد دریافت ۲ جایزهٔ «بهترین ضبط سال» و «بهترین ترانهٔ سال» بود.

## محتوا و ساختار
«دوباره تنها» یک بالاد درون‌نگر است و از زبان مردی روایت می‌شود که پس از آن‌که عروسش او را در محراب کلیسا رها کرده، دارد به خودکشی فکر می‌کند. در ادامهٔ ترانه راوی تعریف می‌کند که در زمان مرگ پدر و مادرش چقدر اندوهگین بوده و هر بار چقدر احساس تنهایی می‌کرده‌است. او در میانهٔ شرح مصیبت‌هایش می‌گوید کاملاً در مورد خدا و شفقتش به شک افتاده و می‌پرسد اگر او واقعاً وجود دارد، چرا من را رها کرده‌است؟
«دوباره تنها» ساختاری ساده و تنظیمی خلوت با سازهای بادی، زهی و گیتار آکوستیک دارد. به‌نظر می‌رسد سالیوان بیش از آن‌که بخواهد یک شاهکار موسیقایی خلق کند، پی آن بوده داستان تلخ و ناگوارش را خیلی صریح و راحت تعریف کند.

## بازخوانی‌ها
این ترانه تا به امروز حداقل ۱۰۰ بار توسط خوانندگان دیگر از جمله آنیتا برایانت، سارا وان، جانی متیس، شرلی بسی و نیل دایمند اجرا شده‌است. التون جان با همراهی پت شاپ بویز نسخه‌ای از «دوباره تنها» را اجرا کرده‌اند و دایانا کرال با مایکل بوبله.